# باري غراي
باري غراي (بالإنجليزية: Barry Gray)‏ هو مقدم برامج إذاعية أمريكي، ولد في 2 يوليو 1916، وتوفي في 21 ديسمبر 1996.

## وصلات خارجية
- باري غراي على موقع IMDb (الإنجليزية)